# 조르주 무스타키
조르주 무스타키(프랑스어: Georges Moustaki, 1934년 5월 3일 ~ 2013년 5월 23일)는 이집트에서 출생한 프랑스의 싱어송라이터 겸 배우이다.

## 이름
본명(本名)은 주세페 무스타키(Giuseppe Mustacchi)였지만 훗날 조르주 무스타키(Georges Moustaki)로 개명(改名)하였다.

## 생애

### 순전히 불우했던 일가족과 함께 지낸 떠돌이 어린 시절
이집트 왕국 알렉산드리아 주 알렉산드리아에서 출생하였고 지난날 한때 이탈리아 왕국 라치오 주 로마를 거치면서 결국 그리스 왕국 아테네에서 잠시 유아기를 보낸 적이 있으며 그 후 1945년 9월, 2차 대전이 종전되자 아테네를 떠나 루마니아 왕국 부쿠레슈티를 거치어가며 사우디 아라비아 리야드를 거치면서 이스라엘 예루살렘에서 각기각기 학창 시절을 보내다가 예루살렘을 떠나 프랑스 프로방스 알프 코트 다쥐르 지방 보클뤼즈 주 아비뇽에 일단 안착을 하였다.

### 프랑스에서의 음악가 데뷔
그는 1952년 프랑스 파리에서 기타리스트로 첫 데뷔하였으며 1956년에 피아니스트로 데뷔하였고 1958년 가수로 정식 데뷔하였다.
그는 그 후 이브 몽탕, 샤를 아즈나부르, 카트리나 발렌트, 마리 라포레, 조니 알리데 등과 함께 이국적인 외모의 프렌치 팝 가수로 인기를 모았다.

### 가수 이외 활약
그 후 1969년에 뮤지컬 배우 데뷔하였고 1970년에 프랑스 영화 《Un âge d'or》에서 단역을 통하여 영화배우로 데뷔하였다.

## 히트곡
히트곡으로는 《Les musiciens》 등이 있다.